# Explorers de La Salle (basket-ball)
 (septembre 2016).
Si vous disposez d'ouvrages ou d'articles de référence ou si vous connaissez des sites web de qualité traitant du thème abordé ici, merci de compléter l'article en donnant les références utiles à sa vérifiabilité et en les liant à la section « Notes et références ».
Maillots
Les Explorers de La Salle est une section sportive qui permet à des joueurs de basket-ball de représenter l'Université La Salle (Philadelphie en Pennsylvanie, États-Unis) dans les compétitions de basket-ball universitaire.

## Rivalités
Les Explorers, membre du Big 5, entretiennent des rivalités de longue date avec plusieurs institutions comme l'université de Temple, de l'université de Pennsylvanie, l'université Saint Joseph, et de l'université de Villanova. Un autre grand rival est l'université de Drexel, qui est un membre de la City 6.

## Histoire
Le programme a été classé 53e "Plus Grand Programme de basket-ball universitaire de tous les temps" par le magazine Street & Smith's et 71e par l'encyclopédie du basket-ball universitaire d'ESPN.
La Salle a remporté un championnat national, un championnat National Invitation Tournament, et atteint deux Final four. Les Explorers sont également apparus dans 12 tournois de la NCAA, ont remporté 8 fois le championnats de la ville de Philadelphie (Philadelphia Big 5), et 4 fois le championnat Metro Atlantic Athletic Conference. Ce programme est l'un des deux seuls (avec Houston) à avoir deux joueurs dans le top 25 des scores historiques de la NCAA - Lionel Simmons et Michael Brooks. Il a aussi eu trois « Joueur national de l'année » où seules l'université Duke et de l'État de l'Ohio ont fait mieux.

## Séries

### Résultats du tournoi de la NCAA
Les Explorers ont participé 12 fois au Tournoi de NCAA. La combinaison de leurs scores est 14-11. Ils ont été Champions nationaux en 1954.
| Année | Seed                                                                   | Tour                                                | Adversaires                                                   | Résultat                        |
| ----- | ---------------------------------------------------------------------- | --------------------------------------------------- | ------------------------------------------------------------- | ------------------------------- |
| 1954  | First Round Sweet Sixteen Elite Eight Final Four National Championship | Fordham NC State Navy Penn State Bradley            | W 76–74OT W 88–81 W 64–48 W 69–54 W 92–76                     |                                 |
| 1955  | First Round Sweet Sixteen Elite Eight Final Four National Championship | West Virginia Princeton Canisius Iowa San Francisco | W 95–61 W 73–46 W 99–64 W 73–76 L 63–77                       |                                 |
| 1968  | First Round                                                            | Columbia                                            | L 69–83                                                       |                                 |
| 1975  | First Round                                                            | Syracuse                                            | L 83–87OT                                                     |                                 |
| 1978  | First Round                                                            | Villanova                                           | L 97–103                                                      |                                 |
| 1980  | #11                                                                    | First Round                                         | #6 Purdue                                                     | L 82–90                         |
| 1983  | #12                                                                    | Preliminary Round First Round                       | #12 Boston University #5 VCU                                  | W 70–58 L 67–76                 |
| 1988  | #13                                                                    | First Round                                         | #4 Kansas State                                               | L 53–66                         |
| 1989  | #9                                                                     | First Round                                         | #8 Louisiana Tech                                             | L 74–83                         |
| 1990  | #4                                                                     | First Round Second Round                            | #13 Southern Miss #5 Clemson                                  | W 79–63 L 75–79                 |
| 1992  | #13                                                                    | First Round                                         | #4 Seton Hall                                                 | L 76–78                         |
| 2013  | #13                                                                    | First Four Second Round Third Round Sweet Sixteen   | #13 Boise State #4 Kansas State #12 Ole Miss #9 Wichita State | W 80–71 W 63–61 W 76–74 L 58–72 |

### Résultats NIT
Les Explorers ont participé au National Invitation Tournament (NIT) 12 fois. La combinaison de leurs scores est 9-11. Ils ont été champions NIT en 1952.
| Année | Tour                                                            | Adversaires                                                                   | Résultat                                |
| ----- | --------------------------------------------------------------- | ----------------------------------------------------------------------------- | --------------------------------------- |
| 1948  | Quarts de finale                                                | WKU                                                                           | L 61-68                                 |
| 1950  | Premier Tour Quarts de finale                                   | Arizona Duquesne                                                              | W 72-66 L 47-49                         |
| 1951  | Premier Tour                                                    | Saint Louis                                                                   | L 61-73                                 |
| 1952  | Premier Tour Quarts de finale Demi-finales Finale               | Seton Hall Saint John's Duquesne Dayton                                       | W 80-76 W 51-45 W 59-46 W 75-64         |
| 1953  | Quarts de finale                                                | Saint-Jean                                                                    | L 74-75                                 |
| 1963  | Premier Tour                                                    | Saint Louis                                                                   | L 61-63                                 |
| 1965  | Premier Tour                                                    | Detroit                                                                       | L 86-93                                 |
| 1971  | Premier Tour                                                    | Georgia Tech                                                                  | L 67-70                                 |
| 1984  | Premier Tour                                                    | Pittsburgh                                                                    | L 91-95                                 |
| 1987  | Premier Tour Deuxième Tour Quarts de finale Demi-finales Finale | Villanova Niagara L'État De L'Illinois Arkansas–Little Rock Le Sud De La Miss | W 86-84 W 89-81 W 70-50 W 92-73 L 80-84 |
| 1991  | Premier Tour                                                    | Massachusetts                                                                 | L 90-93                                 |
| 2012  | Premier Tour                                                    | Minnesota                                                                     | L 61-70                                 |

## Les Explorers en NBA
L'université de La Salle a une longue histoire de joueurs professionnels de basket-ball comme :
- Michael Brooks, Joueur universitaire de l'année 1980
- Joe Bryant, le père de l'actuel pro Kobe Bryant
- Rasual Butler, jouant avec les Wizards de Washington
- Larry Cannon
- Ken Durrett
- Bobby Champs
- Tom Gola, Hall of Fame NBA, Joueur universitaire de l'année 1955
- Tim Legler, consultant de basket-ball pour ESPN, 4e meilleur tireur de trois points de tous les temps en NBA  (en pourcentage)
- Gary Neal, évoluent avec les Spurs de San Antonio
- Doug Overton
- Jim Phelan
- Lionel Simmons, Joueur universitaire de l'année 1990
- Steven Smith
- Gras Taylor
- Randy Bois
- Bernie Williams

## Numéros de joueurs retraités
| Maillots de joueurs de basket-ball retraités des Explorers de La Salle |                |       |           |
| Num.                                                                   | Joueur         | Poste | Carrière  |
| 15                                                                     | Tom Gola       | SF/G  | 1951-55   |
| 22                                                                     | Lionel Simmons | SF    | 1986-90   |
| 32                                                                     | Michael Brooks | PF    | 1976-1980 |
| 33                                                                     | Ken Durrett    | PF    | 1968-71   |

## Entraîneurs
L'actuel entraîneur principal, Dr John Giannini, entrainait auparavant les équipes de l'université de Rowan, où il a remporté le championnat NCAA en Division III en 1996, et de l'université du Maine, où il est parti avec l'Ours noir (meilleur pourcentage de victoires dans l'histoire de l'école).

### Équipe d'entrainement
- Walt Fuller
- Horace Owens
- Harris Adler

### Anciens entraîneurs principaux
| Nom             | Années  | G/P     | %.   |
| --------------- | ------- | ------- | ---- |
| James J. Henry  | 1931    | 15-4    | .789 |
| Tom Conley      | 1932-33 | 28-11   | .718 |
| Leonard Tanseer | 1934-41 | 90-59   | .604 |
| Obie O'Brien    | 1942-43 | 25-21   | .543 |
| Joe Meehan      | 1944-46 | 28-30   | .483 |
| Charles McGlone | 1947-49 | 61-17   | .782 |
| Ken Loeffler    | 1950-55 | 145-30  | .829 |
| Jim Pollard     | 1956-58 | 48-28   | .632 |
| Dudey Moore     | 1959-63 | 79-37   | .681 |
| Bob Walters     | 1964-65 | 31-17   | .646 |
| Joe Heyer       | 1966-67 | 24-27   | .471 |
| Jim Harding     | 1968    | 20-8    | .714 |
| Tom Gola        | 1969-70 | 37-13   | .740 |
| Paul Westhead   | 1971-79 | 142-105 | .575 |
| Lefty Ervin     | 1980-86 | 119-87  | .578 |
| Speedy Morris   | 1987-01 | 238-203 | .540 |
| Billy Hahn      | 2002-04 | 38-53   | .418 |
| John Giannini   | 2005-   | 118-125 | .486 |

## Scores années par années
| Saison  | Score global | Score en conférence                | Séries           |
| ------- | ------------ | ---------------------------------- | ---------------- |
| 1931-32 | 15-8         |                                    |                  |
| 1932-33 | 13-3         |                                    |                  |
| 1933-34 | 14-3         |                                    |                  |
| 1934-35 | 15-6         |                                    |                  |
| 1935-36 | 4-13         |                                    |                  |
| 1936-37 | 12-7         |                                    |                  |
| 1937-38 | 13-6         |                                    |                  |
| 1938-39 | 13-6         |                                    |                  |
| 1939-40 | 12-8         |                                    |                  |
| 1940-41 | 11-8         |                                    |                  |
| 1941-42 | 12-11        |                                    |                  |
| 1942-43 | 13-10        |                                    |                  |
| 1943-44 | 8-8          |                                    |                  |
| 1944-45 | 11-8         |                                    |                  |
| 1945-46 | 9-14         |                                    |                  |
| 1946-47 | 20-6         |                                    |                  |
| 1947-48 | 20-4         | NIT                                |                  |
| 1948-49 | 11-8         | Cincinnati Invitational Tournament |                  |
| 1949-50 | 21-4         | NIT                                |                  |
| 1950-51 | 22-7         | NIT                                |                  |
| 1951-52 | 25-7         | NIT Champions                      |                  |
| 1952-53 | 25-3         | NIT                                |                  |
| 1954-55 | 26-5         | NCAA Champion                      |                  |
| 1955-56 | 15-10        | NCAA Finalist                      |                  |
| 1956-57 | 17-9         |                                    |                  |
| 1957-58 | 16-9         |                                    |                  |
| 1958-59 | 16-7         |                                    |                  |
| 1959-60 | 16-6         |                                    |                  |
| 1950-51 | 22-7         |                                    |                  |
| 1960-61 | 15-7         |                                    |                  |
| 1961-62 | 16-9         |                                    |                  |
| 1962-63 | 16-8         | NIT                                |                  |
| 1963-64 | 16-9         |                                    |                  |
| 1964-65 | 15-8         | NIT                                |                  |
| 1965-66 | 10-15        |                                    |                  |
| 1966-67 | 14-12        | MAC Tournament                     |                  |
| 1967-68 | 20-8         | NCAA Tournament                    |                  |
| 1968-69 | 23-1         | *Suspended from Postseason         |                  |
| 1969-70 | 14-12        |                                    |                  |
| 1970-71 | 20-7         | NIT                                |                  |
| 1971-72 | 6-19         |                                    |                  |
| 1972-73 | 15-10        |                                    |                  |
| 1973-74 | 18-10        | MAC Tournament                     |                  |
| 1974-75 | 22-7         | NCAA Tournament                    |                  |
| 1975-76 | 11-15        |                                    |                  |
| 1976-77 | 17-12        | ECC Tournament                     |                  |
| 1977-78 | 18-12        | NCAA Tournament                    |                  |
| 1978-79 | 15-13        | ECC Tournament                     |                  |
| 1979-80 | 22-9         | NCAA Tournament                    |                  |
| 1980-81 | 14-13        | ECC Tournament                     |                  |
| 1981-82 | 16-13        | ECC Tournament                     |                  |
| 1982-83 | 18-14        | NCAA Tournament                    |                  |
| 1983-84 | 20-11        | 11-3                               | NIT              |
| 1984-85 | 15-13        | 8-6                                | MAAC Tournament  |
| 1985-86 | 14-14        | 8-6                                | ECC Tournament   |
| 1986-87 | 20-13        | 10-4                               | NIT Finalist     |
| 1987-88 | 24-10        | 14-0                               | NCAA Tournament  |
| 1988-89 | 26-6         | 13-1                               | NCAA Tournament  |
| 1989-90 | 30-2         | 16-0                               | NCAA Tournament  |
| 1990-91 | 19-10        | 12-4                               | NIT              |
| 1991-92 | 20-11        | 12-4                               | NCAA Tournament  |
| 1992-93 | 14-13        | 9-5                                | MCC Tournament   |
| 1993-94 | 11-16        | 4-6                                | MCC Tournament   |
| 1994-95 | 13-14        | 7-7                                | MCC Tournament   |
| 1995-96 | 6-24         | 3-13                               | A10 Tournament   |
| 1996-97 | 10-17        | 5-11                               | A10 Tournament   |
| 1997-98 | 9-18         | 5-11                               | A10 Tournament   |
| 1998-99 | 13-15        | 8-8                                | A10 Tournament   |
| 1999-00 | 11-17        | 5-11                               | A10 Tournament   |
| 2000-01 | 12-17        | 5-11                               | A10 Tournament   |
| 2001-02 | 15-17        | 6-10                               | A10 Tournament   |
| 2002-03 | 13-16        | 6-10                               | A10 Tournament   |
| 2003-04 | 10-20        | 5-11                               | A10 Tournament   |
| 2004-05 | 10-19        | 5-11                               | A10 Tournament   |
| 2005-06 | 18-10        | 10-6                               | A10 Tournament   |
| 2006-07 | 10-20        | 3-13                               |                  |
| 2007-08 | 15-17        | 8-8                                | A10 Tournament   |
| 2008-09 | 18-13        | 9-7                                | A10 Tournament   |
| 2009-10 | 12-18        | 4-12                               |                  |
| 2010-11 | 14-16        | 6-10                               | A10 Tournament   |
| 2011-12 | 21-12        | 9-7                                | NIT              |
| 2012-13 | 23-9         | 11-5                               | NCAA Round of 16 |
| 2013-14 | 15-16        | 7-9                                | A10 Tournament   |
| 2014-15 | 17-16        | 8-10                               | A10 Tournament   |